# Рехтер, Яаков
Яаков Рехтер (ивр. יעקב רכטר‎; 14 июня 1924, Тель-Авив, Израиль — 28 апреля, 2001, кибуц Шфаим, Израиль) — израильский архитектор, лауреат Государственной премии Израиля по архитектуре, сын архитектора Зеэва Рехтера.

## Биография
Яаков Рехтер родился в подмандатной Палестине. Участвовал в Войне за независимость Израиля в качестве офицера . После окончания учёбы в Технионе (израильском технологическом институте) в 1952 году стал партнёром в фирме отца, а с 1960 года возглавил её. Для его архитектурного стиля характерны склонность к ярким скульптурным формам и экспериментированию со стеклом и бетоном. После его смерти, в Израиле премия имени Зеэва Рехтера, учрежденная в 60-х годах, стала называться Государственной премией по архитектуре имени Зеэва и Яакова Рехтера (вторая по престижности после премии Израиля),. Их фирмой руководит теперь сын Яакова Рехтера, Амнон Рехтер.

## Избранные проекты и постройки
- Концертный зал Гейхал ха-Тарбут имени Ф. Р. Манна в Тель-Авиве (the Frederic R. Mann Auditorium) (совместно с отцом Зеэвом Рехтером, Довом Карми и другими), 1957[источник не указан 2457 дней]
- Hasharon (Герцлия-Питуах, 1961), Tel Aviv Hilton (Тель-Авив, 1965), Herods Tel Aviv Hotel (Тель-Авив, 1972), Jerusalem Hilton (сейчас Crowne Plaza Jerusalem Hotel) (Иерусалим, 1974), Sheraton Tel Aviv Hotel (Тель-Авив, 1977), Carlton Tel Aviv (Тель-Авив, 1980), King Solomon Sheraton Hotel (сейчас King Solomon Hotel) (Иерусалим, 1981), Holiday Inn (Ашкелон, 1998) (совместно с отцом)
- Больницы «Каплан» и «Кармель», Хайфа (совместно с отцом)
- Восстановление больницы «Хадасса» на горе Скопус в Иерусалиме
- Здание поликлиники, Хайфа
- Набережная, Тель-Авив (совместно с отцом)
- Центр исполнительного искусства (Performing Arts Center), Тель-Авив, 1994
- Здание библиотеки естественных наук имени Голшлегеров (Maurice and Gabriela Goldschleger Life Sciences Library), жилье для приглашаемых ученых имени Луненфелда-Кунина (the Lunenfeld-Kunin Residences for Visiting Scientists) и так называемый «Европейский дом» (Europe House), на территории института Вейцмана.
- Здание дома отдыха в Зихрон-Яакове (Государственная премия Израиля), 1972.